# Karlskoga Energi och Miljö
Karlskoga Energi & Miljö AB är ett kommunalt bolag som ägs av Karlskoga kommun via Karlskoga Kommunhus AB. Verksamhetsområden inom företaget är elnät och elavtal, belysning, vatten och avlopp, avfallshantering och återvinning, fjärrvärme och ånga, fiber via stadsnätet och biogas. Elproduktionen sker på företagets kraftvärmeverk samt i småskaliga vattenkraftverk. Företaget har cirka 177 anställda för år 2020. 

## Historia
Den 1 januari 1995 bildades koncernen Karlskoga Energi & Miljö. Här ingick Karlskoga Energi & Miljö AB som var moderbolag till de tre dotterbolagen Karlskoga Elnät AB, Karlskoga Kraftvärmeverk AB och Karlskoga Miljö AB. Koncernen tog över hela den avgiftsfinansierade rörelsen som Karlskoga kommun tidigare drev som en kommunal förvaltning. 
- 1998 köper Fortum 49 % av aktierna i moderbolaget.
- 2001 startades dotterbolaget Karlskoga Stadsnät AB.
- 2010 startades dotterbolaget Karlskoga Biogas AB.
- 2010 köper Karlskoga kommun Fortums 49 % och blir ensam ägare till moderbolaget igen.
- 2013 förvärvades bolaget Streamgate Black AB från Fortum Generations AB, dotterbolaget bytte sedan namn till Karlskoga Vattenkraft AB.
- 2013 såldes 50 % av dotterbolaget Karlskoga Biogas AB till KumBro Utvecklings AB och namnändrats till Biogasbolaget i Mellansverige AB. KumBro Utvecklings AB är ett utvecklingsbolag som ägs av Örebro kommun och Kumla kommun.
- 2014 namnändrades Karlskoga Miljö AB till VA-bolaget i Karlskoga AB.
- 2014 startades Renhållningsbolaget i Mellansverige AB och avfallstjänsterna flyttades över till det nya bolaget.
- 2015 såldes 9 % av Renhållningsbolaget till Storfors kommun.

## Dotterbolag
- Karlskoga Kraftvärmeverk AB
- Karlskoga Vattenkraft AB
- Karlskoga Elnät AB
- Karlskoga Stadsnät AB
- VA-bolaget i Karlskoga AB
- Biogasbolaget i Mellansverige AB (50 %)
- Renhållningsbolaget i Mellansverige AB (91 %)